# Škofija Saint Paul in Alberta
Škofija Saint Paul in Alberta je rimskokatoliška škofija s sedežem v Saint Paulu (Kanada).

## Geografija
Škofija zajame področje 155.916 km² s 129.315 prebivalci, od katerih je 53.365 rimokatoličanov (41,3 % vsega prebivalstva).
Škofija se nadalje deli na 59 župnij.

## Škofje
- Maurice Baudoux (12. avgust 1948-4. marec 1952)
- Philip Lussier (16. junij 1952-17. avgust 1968)
- Edouard Gagnon (19. februar 1969-3. maj 1972)
- Raymond Roy (3. maj 1972-30. junij 1997)
- Thomas Christopher Collins (30. junij 1997-18. februar 1999)
- Joseph Luc André Bouchard (8. september 2001-danes)